# Youb
Youb è un comune dell'Algeria, situato nella provincia di Saida.